# Les Bandits solitaires (épisode de X-Files)
Cet article concerne l'épisode. Pour les personnages, voir The Lone Gunmen.
Les Bandits solitaires (Unusual Suspects) est le 3e épisode de la saison 5 de la série télévisée X-Files. Cet épisode en forme de flashback revient sur les origines des Lone Gunmen et leur première rencontre avec Mulder.
L'idée d'écrire un épisode centré sur les Lone Gunmen s'est imposée car David Duchovny et Gillian Anderson étaient à cette époque très pris par le tournage du premier film dérivé de la série. C'est d'ailleurs l'un des rares épisodes où Gillian Anderson n'apparaît pas. L'épisode est par ailleurs un crossover avec la série télévisée Homicide puisque l'inspecteur John Munch y apparaît. Il a été accueilli plutôt favorablement par la critique.

## Résumé
En 1989, à Baltimore, une équipe du SWAT fait irruption dans un entrepôt et y trouve Mulder, nu et totalement désorienté. Trois autres hommes, les Lone Gunmen, se trouvent là et sont arrêtés. L'inspecteur John Munch interroge Byers, qui commence à lui raconter ce qui s'est passé.
Byers, qui est alors un employé de la FCC, tient un stand dans une convention sur l'informatique et l'électronique. Subjugué par la beauté d'une femme mystérieuse, il la suit. Après être passé devant des stands tenus par Frohike et Langly, qui vendent tous deux des décodeurs pirates de chaînes câblées, il la perd de vue puis la télescope. La femme se présente sous le nom d'Holly et lui explique qu'elle est à la recherche de sa fille, qui a été enlevée par son ex-petit ami. Holly montre à Byers un bout de papier sur lequel est inscrit un nom de dossier informatique ARPANET. Byers découvre que ce dossier est relié au département de la Défense. Holly le persuade d'y accéder illégalement, et Byers trouve un dossier crypté au nom de Susanne Modeski, le nom de la fille d'Holly. Juste après, Holly se cache car elle a aperçu son ex petit-ami, lequel s'avère être Mulder.
Incapable de décrypter le fichier, Byers fait appel à Frohike mais ce dernier propose plutôt, malgré les objections d'Holly, de s'en prendre à Mulder. Frohike et Byers suivent Mulder mais décident de ne pas l'attaquer quand il se présente à eux comme un agent du FBI. Commençant à se poser des questions, ils demandent à Langly de s'introduire sur le site informatique du FBI. Ils accèdent au dossier de Mulder, ne trouvant rien d'anormal, puis découvrent que Susanne Modeski est en fait le véritable nom d'Holly et qu'elle est recherchée pour avoir fait sauter un laboratoire d'armement. Susanne leur avoue ne pas avoir de fille mais nie être une terroriste. Elle leur explique qu'elle sert de bouc émissaire car elle a découvert, alors qu'elle travaillait dans ce laboratoire sur la conception d'un gaz ergotamine histaminique provoquant un état paranoïaque, que le gouvernement a l'intention de tester ce gaz sur la population civile de Baltimore.
Pour vérifier son histoire, les Lone Gunmen décryptent le fichier et découvrent qu'elle leur a dit la vérité, ainsi que l'adresse de l'entrepôt où est stocké le gaz. Accompagnés de Susanne, ils pénètrent dans l'entrepôt mais sont surpris par Mulder. Alors que celui-ci les met en état d'arrestation, deux inconnus font à leur tour irruption pour enlever Susanne et une fusillade éclate entre eux et Mulder. À l'issue de celle-ci, Mulder est exposé au gaz et a des hallucinations à propos d’extraterrestres, alors que Susanne abat les deux inconnus avant de prendre la fuite. Monsieur X arrive peu après à la tête d'une équipe qui nettoie les lieux. Il intimide les Lone Gunmen, puis repart juste avant l'arrivée de la police.
L'histoire racontée par Byers à Munch est en partie confirmée par Mulder, et les Lone Gunmen sont relâchés. Ils retrouvent Susanne, qui n'a pas réussi à convaincre la presse de publier son histoire. Après avoir embrassé Byers et enjoint aux Lone Gunmen de lutter pour que la vérité soit dévoilée, elle est capturée et emmenée dans une voiture, à bord de laquelle les Lone Gunmen aperçoivent Monsieur X. Plus tard, Mulder vient trouver les Lone Gunmen afin d'avoir des explications et ceux-ci commencent à lui raconter toute l'histoire.

## Distribution
- David Duchovny : Fox Mulder
- Bruce Harwood : John Fitzgerald Byers
- Tom Braidwood : Melvin Frohike
- Dean Haglund : Richard Langly
- Richard Belzer : l'inspecteur John Munch
- Signy Coleman : Susanne Modeski
- Steven Williams : Monsieur X

Gillian Anderson est créditée au générique mais n'apparaît pas dans l'épisode.

## Production

### Écriture du scénario
Alors que le tournage de la cinquième saison de X-Files doit commencer à Vancouver, les deux acteurs principaux de la série sont retenus par le tournage de The X-Files, le film (1998) à Los Angeles. L'équipe de production décide donc de consacrer un épisode aux Lone Gunmen, Vince Gilligan étant chargé de le scénariser. Gilligan écrit un premier brouillon sur une histoire autour de la nanotechnologie mais Chris Carter le rejette, lui commandant plutôt une histoire sur les origines du trio.
Vince Gilligan, qui aime beaucoup ces trois personnages, saisit la chance qui lui est offerte de développer leurs personnalités afin de les rendre plus intéressants. Le scénario met particulièrement en avant le personnage de Byers, interprété par Bruce Harwood. Celui-ci déclare qu'il n'aurait jamais pensé « jouer le personnage principal d'un épisode de la série mais c'est effectivement le cas car c'est moi qui tombe amoureux de cette femme et qui entraîne les deux autres imbéciles dans le désastre qui s'ensuit ». Harwood pensait aussi que son personnage faisait plutôt quelque chose comme « réparateur de photocopieuse » avant d'être un membre du trio, et Gilligan se montre particulièrement satisfait du travail effectué sur son personnage. Il affirme qu'il aime par-dessus tout l'idée que Byers soit au départ un fidèle employé du gouvernement et que les événements lui font prendre un virage à 180 degrés.
Gilligan fait des recherches afin de rendre le contexte temporel aussi authentique que possible. Il charge Ken Hawryliw, le responsable des accessoires, de dénicher « le plus gros téléphone portable qu'il pourra trouver », recherche qui aboutit au Motorola utilisé par Mulder dans l'épisode. Gilligan rencontre par ailleurs un groupe de hackers qui publie le magazine 2600: The Hacker Quarterly afin de se renseigner sur la terminologie spécifique aux hackers. Holly, le prénom donné initialement par Susanne Modeski à Byers, est celui de la petite amie de Gilligan.
John Shiban aide Gilligan à mettre en place le storyboard et, quand tous les deux se demandent pourquoi le chef des Men in Black ne se contente pas de tuer les Lone Gunmen, c'est lui qui a l'idée de faire revenir Monsieur X, personnage tué au début de la saison précédente. Shiban raconte qu'il s'est tourné vers Gilligan en disant : « X ! X a un autre agenda ! C'est lui notre assassin et personne d'autre. Il ne va pas tuer les Lone Gunmen car il essaie d'aider Mulder ».

### Choix des interprètes et tournage
En se rendant compte que tout l'épisode tourne autour de l'histoire racontée par Byers à un inspecteur de la police de Baltimore, Gilligan fait le lien avec la série Homicide, qui se déroule également dans cette ville, et décide de faire appel à Richard Belzer, qui interprète l'inspecteur John Munch dans cette série. Malgré les hésitations des conseillers juridiques de Fox, la chaîne entre en contact avec Tom Fontana, le producteur d'Homicide, qui donne tout de suite son accord pour autoriser Belzer à jouer son personnage dans une autre série.
L'épisode est réalisé par Kim Manners, qui se déclare très satisfait du résultat final. Manners déclare qu'il a pris beaucoup de plaisir à diriger Bruce Harwood, Tom Braidwood et Dean Haglund, qui étaient tous les trois très nerveux car c'était la première fois qu'ils devaient porter un épisode sur leurs épaules. La scène dont Manners est le plus fier est celle où Susanne Modeski fait irruption dans la chambre d'hôtel des Lone Gunmen et où ceux-ci se recroquevillent dans un coin de la pièce. Le réalisateur affirme s'être inspiré du Magicien d'Oz, quand l'épouvantail, l'homme en fer blanc et le lion peureux tremblent devant Dorothy.  Les scènes impliquant David Duchovny sont filmées quelques semaines après le tournage principal de l'épisode. Une suite de l'épisode, intitulée Brelan d'as, lui est donnée lors de la saison suivante de X-Files.

## Accueil

### Audiences
Lors de sa première diffusion aux États-Unis, l'épisode réalise un score de 13 sur l'échelle de Nielsen, avec 19 % de parts de marché, et est regardé par 21,72 millions de téléspectateurs.

### Accueil critique
L'épisode a reçu un accueil plutôt favorable de la critique. Erin McCann, du Guardian, le classe parmi les 13 meilleurs épisodes de la série. Pour Todd VanDerWerff, du site The A.V. Club, qui lui donne la note de A-, l'épisode, « souvent très amusant », est « une lettre d'amour à la paranoïa » même s'il ne faut pas le prendre au pied de la lettre mais plutôt comme la façon dont les Lone Gunmen se voient. Le scénario structuré à la façon d'un film noir est « un peu bateau par moments » mais fonctionne bien dans l'ensemble. Paula Vitaris, de Cinefantastique, lui donne la note de 3/4, estimant que c'est un épisode « bouche-trou très divertissant » et mettant en avant l'interprétation de Signy Coleman et le « retour bienvenu » de Monsieur X. Le site Le Monde des Avengers évoque un hommage aux Lone Gunmen « particulièrement vibrant et superbement écrit » dont le « véritable tour de force » est d'arriver à maintenir un parfait équilibre « entre humour pétillant et redoutable intrigue policière ».
Dans leur livre sur la série, Robert Shearman et Lars Pearson lui donnent la note de 3/5, évoquant un épisode « plaisant mais facilement oubliable » et regrettent que la conspiration gouvernementale soit réduite au rang de cliché. Pour John Keegan, du site Critical Myth, qui lui donne la note de 6/10, l'épisode est « une déviation intéressante du format habituel de la série » mais l'histoire n'est pas très plausible et « les questions entourant Mulder éclipsent la caractérisation des Lone Gunmen ».

## Commentaires
Le titre original ainsi que la structure de la narration sont un clin d'œil au film Usual Suspects.
Lors de la scène où Richard Langly joue à Donjons et Dragons avec des amis, la version française fait mention de la banque du « centre de la Terre ». Il s'agit en réalité d'une traduction erronée de la Terre du Milieu (Middle Earth), référence à l'univers de Tolkien.